# Stefano Sertorelli
Stefano Sertorelli (Bormio, 24 dicembre 1911 – Sondalo, 17 dicembre 1994) è stato uno sciatore di pattuglia militare, sciatore alpino e allenatore di sci alpino italiano, campione olimpico nella Pattuglia militare ai IV Giochi olimpici invernali di Garmisch-Partenkirchen 1936 (dove la disciplina era stata inclusa nel programma come sport dimostrativo).
Era fratello del fondista Erminio e dello sciatore alpino Giacinto

## Biografia

### Carriera sciistica
Nato in una famiglia di grande tradizione sportiva originaria del versante valtellinese passo dello Stelvio, iniziò a gareggiare nel 1930; in seguito prese parte ai IV Giochi olimpici invernali di Garmisch-Partenkirchen 1936, dove l'alpino Sertorelli fece parte della squadra italiana di pattuglia militare, disciplina progenitrice del biathlon. Il Comitato olimpico internazionale aveva rifiutato l'ammissione di questa gara nel programma olimpico, ma - su espresso desiderio di Adolf Hitler - la pattuglia militare, che già aveva assegnato medaglie ai I Giochi olimpici invernali di Chamonix-Mont-Blanc 1924 e ai II di Sankt Moritz 1928, venne comunque certificata come sport dimostrativo. Nel 1936 la squadra italiana, composta oltre che da Sertorelli anche da Enrico Silvestri, Luigi Perenni e Sisto Scilligo, vinse la medaglia d'oro con il tempo di 2:28,35.0, precedendo la Finlandia (2:28,49.0) e la Svezia (2:35,24.0).
Successivamente Sertorelli si dedicò allo sci alpino, partecipando sia a gare di slalom speciale sia di discesa libera; tra le sue doti spiccava l'abilità come scivolatore. Prese parte ai "Mondiali" del 1941, in seguito dichiarati nulli dalla Federazione internazionale sci, classificandosi 13º nello slalom speciale e 11º nella discesa. Nella stessa stagione conquistò le sue uniche due medaglie ai Campionati italiani, due argenti.

### Carriera da allenatore
Dopo il ritiro dalle gare divenne allenatore della squadra nazionale italiana e della scuola della natia Bormio.

## Palmarès

### Pattuglia militare

#### Olimpiadi
- 1 medaglia:
  - 1 oro (pattuglia militare a Garmisch-Partenkirchen 1936)[1]

### Sci alpino

#### Campionati italiani
- 2 medaglie[5]:
  - 2 argenti (slalom speciale, combinata nel 1941)